# BMW M635CSi
La BMW M635CSi est une automobile de la marque allemande BMW, produite de 1984 à 1988.

## Chiffres de production
Ce véhicule existe dans cinq versions différentes qui cumulent au total 5 855 exemplaires. Ils ont tous été produits par le département Motorsport GmbH de BMW dans l'usine de Dingolfing.
La version 5531 conçue pour l'Europe et en conduite à gauche, sans catalyseur a été produite à 3 283 exemplaires de février 1984 à décembre 1988. Dans cette version, 196 exemplaires ont été vendus en France.
La version 5532 conçue pour l'Europe et en conduite à droite sans catalyseur a été produite à 524 exemplaires de septembre 1984 à février 1989. Cette version a été faite pour la Grande-Bretagne.
La version 5511 conçue pour l'Europe et en conduite à gauche, avec catalyseur a été produite à 117 exemplaires de novembre 1986 à décembre 1988. Cette version a été faite essentiellement pour la Suisse.
La version 5514 conçue pour l'Amérique du Nord et en conduite à gauche, avec catalyseur a été produite à 1 767 exemplaires de novembre 1986 à septembre 1988.
La version 5519 conçue pour le Japon et en conduite à gauche, avec catalyseur a été produite à 164 exemplaires de novembre 1986 à mars 1988.
Récapitulatif sous forme de tableau :
| Modèle                   | 1984 | 1985 | 1986 | 1987 | 1988 | 1989 | Total |
| ------------------------ | ---- | ---- | ---- | ---- | ---- | ---- | ----- |
| M635 CSi (5531)          | 1404 | 1477 | 302  | 72   | 28   |      | 3283  |
| M635 CSi RHD (5532)      | 8    | 286  | 102  | 45   | 31   | 52   | 524   |
| M635 CSi Kat (5511)      |      |      | 5    | 69   | 43   |      | 117   |
| M635 CSi USA M6 (5514)   |      |      | 255  | 1193 | 319  |      | 1767  |
| M635 CSi Japan M6 (5519) |      |      | 40   | 108  | 16   |      | 164   |

## Spécificités de la M635 CSi
La M635 CSi possède quelques particularités qui la différencie des autres e24. Sur le plan esthétique, les rétroviseurs sont peints et non chromés comme sur le reste de la gamme. Un sigle M pour Motorsport est visible sur la droite de la malle de coffre, et sur la droite de la calandre. Les ailes sont élargies. Le spoiler avant est un M Technik tout comme l'aileron de coffre qui est peint couleur carrosserie à partir de 1985). A l'intérieur, la dotation d'origine prévoit un volant M Technik 1. Le compteur de vitesse est gradué jusque 280 km/h, et l'économètre disparaît pour être remplacé par un logo M. D'origine, les sièges sont des modèles sport. Le pommeau de levier de vitesse est aussi spécifique.
Le moteur M88/3 ou S38B35 selon les versions prends plus de place et oblige les ingénieurs à déplacer la batterie dans le coffre par rapport à la version standard. La boîte de vitesses 5 rapportsconstruite par Getrag est elle aussi spécifique et porte la référence 280-5. Cela pour toutes les versions. Le radiateur est spécifique comme la ligne d'échappement.
Le châssis est adapté, avec des suspensions spécifiques développés par Bilstein, un freinage plus puissant, une barre anti roulis plus grosse.

## Motorisations, boîte de vitesses et pneumatiques.
La M635 CSi a reçu deux moteurs 6 cylindres en ligne principalement différencié par le fait qu'un est non catalysé et l'autre oui. Le code moteur de la version non catalysée est M88-3 tandis que la version catalysée possède le code S38b35.

### M88-3
Ce moteur 6 cylindres en ligne est dérivé directement du M88 qui a équipé la supercar M1 de BMW. L'injection est plus moderne avec une Bosch Motronic qui remplace l'injection Kugelfischer de la M1. Le carter sec initial du M88 est remplacé par un carter conventionnel. Le moteur est incliné à 30° pour prendre moins de place. Le M88-3 développe 286 ch à 6500 tr/min pour un couple maximum de 343 Nm à 4500 tr/min. Le taux de compression est de 10,5:1. Cette motorisation se retrouve sur les versions européennes 5531 et 5532. Ce moteur non catalysé se retrouvera également sur la M5 de première génération (e28) et sur la 745i de première génération (e23) en Afrique du Sud.
Le bloc en fonte est repris du M30 sur lequel est posé une culasse en aluminium à 4 soupapes par cylindres, avec deux arbres à cames. Une première pour BMW. L'arrivée d'air est assurée par 6 papillons, un par cylindre. Le diamètre des cylindres de 93.4 mm et la course de 84 mm. Au total la cylindrée est de 3453 cm3.
Le couvre culasse est siglé de l’emblème de BMW et de l'inscription "MPower". C'est une spécificité esthétique qui facilite la différenciation avec le S38b35.

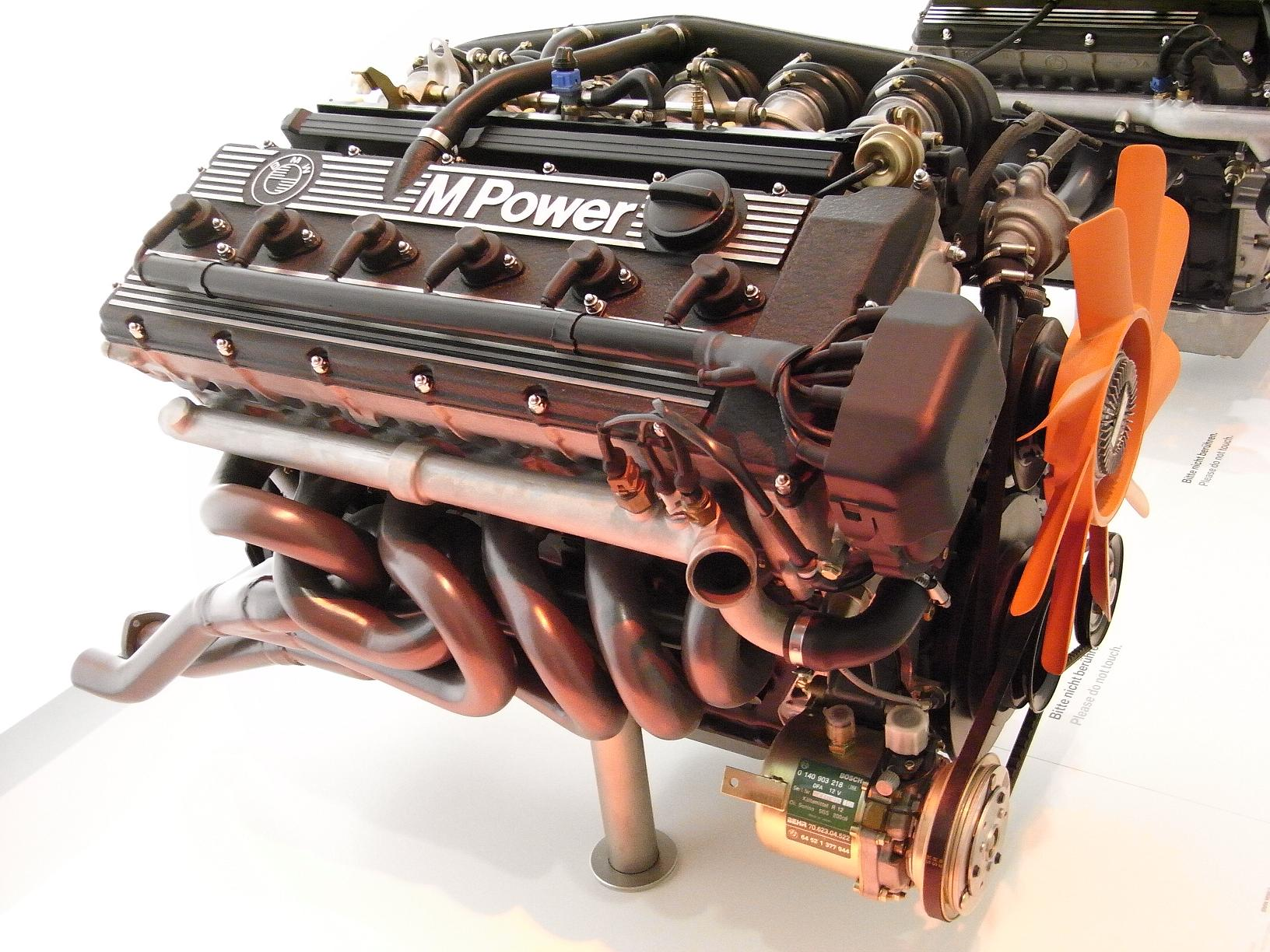
M88-3 au musée BMW.

### S38b35
Les spécificités globales sont identiques mais la catalysation fait tomber la puissance à 255 ch à 6500 tr/min pour un couple de 330 Nm à 4500 tr/min. Le taux de compression tombe à 9,8:1 avec l'utilisation d'arbres à cames moins pointus. Ce moteur a été monté dans les véhicules catalysés vendus en Europe (5551) principalement la Suisse, en Amérique du Nord (5514) et au Japon (5519).
Le couvre culasse est spécifique avec l'inscription "BMW MPower".

### Développements de la boîte de vitesses et du pont.
La boîte de vitesses Getrag 280-5 est la même pour toutes les M635 CSi. Elle privilégie la vitesse de pointe, le véhicule ayant pour vocation de rouler à grande vitesse sur autoroute, 255km/h pour la version non catalysée, 250 km/h pour la version catalysée. Le rapport de pont est de 3,73:1.
| Développements de la Getrag 280-5 | Développements de la Getrag 280-5 | Développements de la Getrag 280-5 | Développements de la Getrag 280-5 | Développements de la Getrag 280-5 | Développements de la Getrag 280-5 | Développements de la Getrag 280-5 |
| --------------------------------- | --------------------------------- | --------------------------------- | --------------------------------- | --------------------------------- | --------------------------------- | --------------------------------- |
| Vitesse                           | I                                 | II                                | III                               | IV                                | V                                 | AR                                |
| Développement                     | 3.822                             | 2.202                             | 1.398                             | 1.000                             | 0.813                             | 3.705                             |

### Pneumatiques
De série on trouvait une monte en Michelin TRX de dimensions 220/55 VR 390. Beaucoup de véhicules reçurent l'option de jantes larges avec les Michelin TRX-GT de dimension 240/45 VR 415, premier pneu taille basse de l'histoire. Ce pneumatique a été spécifiquement mis au point par Michelin en partenariat avec BMW pour la série 6 (e24). En option il existait aussi des BBS RS-007 "nid d'abeilles" dédiées à la M635 Csi qui acceptait le même pneumatique TRX-GT.

## Performances, caractéristiques et consommations
| Caractéristique                     | Valeurs                                                |
| ----------------------------------- | ------------------------------------------------------ |
| Puissance Maxi                      | 286 ch (210kW) à 6500 tr/min (régime maxi 6900 tr/min) |
| Couple Maxi                         | 340 Nm(34.7 mkg) à 4500 tr/min (~218 ch)               |
| Ratios                              | 83 ch/L (61 kW/L) - 93Nm/L                             |
| Freins AV                           | Disques ventilés 300 mm, étriers fixes 4 pistons       |
| freins AR                           | Disques pleins 284 mm étriers flottants mono piston    |
| Rapport Poids/Puissance             | 5.5 kg/ch = 128 kW/T = 174 ch/T                        |
| Rapport Couple/Poids                | 203 Nm/T                                               |
| Consommation mixte normalisée       | 11.3 L/100                                             |
| Consommation sportive               | > 20 L                                                 |
| Puissance fiscale                   | 20 cv                                                  |
| Réserve de couple                   | ~ 10%                                                  |
| Puissance spécifique                | ~ 0.45 kW/cm²                                          |
| Aire totale d'alésage               | ~ 411.1 cm²                                            |
| Pression moyenne effective au frein | ~ 12.4 bars                                            |
| Pression moyenne effective          | ~11.8 bars                                             |
| Vitesse moyenne de piston           | ~ 18.2 m/s                                             |
| Optimisation moteur                 | ~73 %                                                  |
| Vitesse maxi (km/h)                 | 255                                                    |
| 0 à 100 km/h                        | 6"4                                                    |
| 0 à 160 km/h                        | 14"9                                                   |
| 0 - 1000m D.A                       | 26"4                                                   |

## Prix catalogue / cotes actuelles.
| Millésime | Tarif catalogue (en francs) |
| --------- | --------------------------- |
| 1984      | 400 712                     |
| 1985      | 414 000                     |
| 1986      | 442 100                     |
| 1987      | 451 500                     |
| 1988      | 460 600                     |

A titre de comparaison le prix d'une M3 e30 de 1988 est de 273 000 francs.